# Theodoros Angelinos
 Theodoros Angelinos  (nacido el 29 de mayo de 1984) es un tenista profesional de Grecia.

## Carrera
Su mejor ranking individual es el N.º 251 alcanzado el 2 de diciembre de 2013, mientras que en dobles logró la posición 373 el 20 de mayo de 2013.
No ha logrado hasta el momento títulos de la categoría ATP ni de la ATP Challenger Tour, aunque sí ha obtenido varios títulos Futures tanto en individuales como en dobles.

### Copa Davis
Desde el año 2010 es participante del Equipo de Copa Davis de Grecia. Tiene en esta competición un récord total de partidos ganados/perdidos de 12/2 (10/2 en individuales y 2/0 en dobles).